# Francisco de Paula Vicente de Azevedo

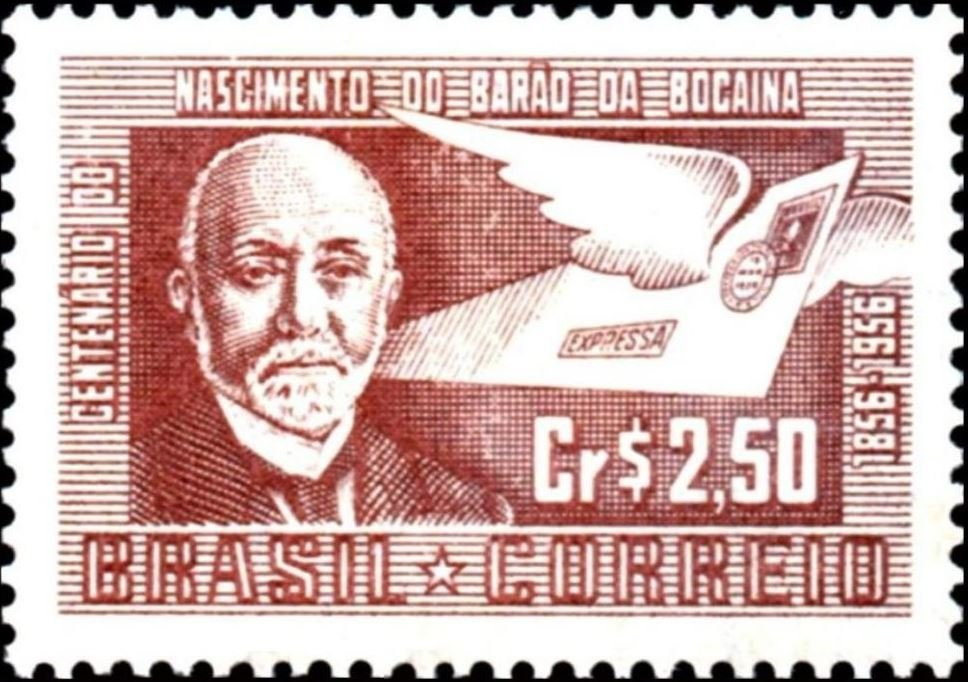
Em selo postal de 1956.

 Francisco de Paula Vicente de Azevedo, barão da Bocaina (Lorena, 8 de outubro de 1856 — São Paulo, 17 de outubro de 1938), foi fazendeiro, banqueiro e comerciante brasileiro. 

## História

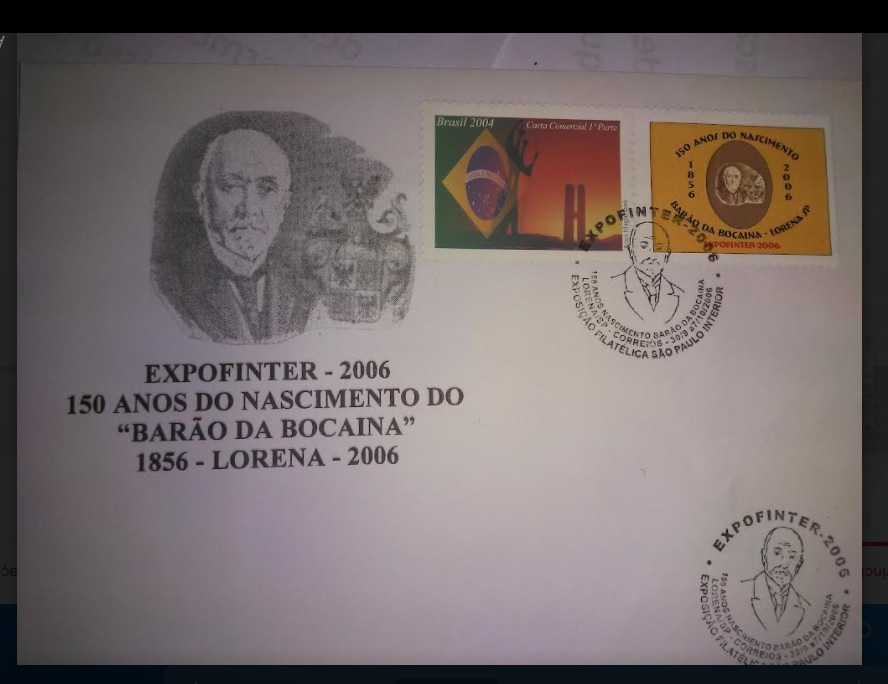
Selo comemorativo pelos 150 anos do senhor Barão da Bocaina lançado em Lorena na Casa do Conde Moreira Lima, tio materno do homenageado pela Cia de Correios do Brasil.

Filho do coronel José Vicente de Azevedo e de Angelina Moreira de Castro Lima, que era irmã de Joaquim José Moreira Lima Júnior, conde de Moreira Lima, e de Antônio Moreira de Castro Lima, barão de Castro Lima, e filha de Carlota Leopoldina de Castro Lima, viscondessa de Castro Lima. Era irmão do conde José Vicente de Azevedo.
Casou-se com Rosa Bueno Lopes de Oliveira, com a qual teve quatro filhos: Francisco de Paula Vicente de Azevedo, casado com Cecília Galvão Vicente de Azevedo; Lavínia Vicente de Azevedo, solteira e religiosa; José Armando Vicente de Azevedo, solteiro; e o médico Geraldo Vicente de Azevedo, casado com Maria de Lourdes Danso Vicente de Azevedo. Esse último morou em casarão próximo à Praça Villaboim, onde, posteriormente, passou a viver sua filha Margarida Maria Vicente de Azevedo Bonetti, foragida da Justiça estadunidense pela acusação de manter, juntamente com seu ex-marido, Renê Bonetti, em cárcere privado e com maus tratos empregada doméstica por vinte anos, em situação análoga à escravidão, em Maryland.
Bocaina foi comendador da Imperial Ordem da Rosa em 27 de maio de 1884 e agraciado com o título de barão por decreto de 7 de maio de 1887. Faleceu em 1938, tendo sido o último titular do Império do Brasil a morrer, à exceção dos príncipes Pedro de Alcântara e Luís Gastão, que pereceram em 1940 e 1942, respectivamente.

## Atividades
Foi um dos fundadores do Engenho Central de Lorena e diretor da Estrada de Ferro São Paulo-Rio de Janeiro e do Banco Comercial do Estado de São Paulo. Em 1901, doou ao Governo da República os terrenos para as construções da Fábrica de Pólvora de Piquete, hoje Fábrica Presidente Vargas (FPV), e do Sanatório Militar na Serra da Mantiqueira em Delfim Moreira.
Foi grande fazendeiro de café na cidade de Lorena. A colônia de Canas, que deu origem ao município de Canas foi uma iniciativa do Barão de Bocaina.
A Empresa Brasileira de Correios e Telégrafos em 1956 homenageou o Barão da Bocaina, com a emissão de um selo comemorativo por ocasião dos 150 anos de seu nascimento. Faleceu em 1938 e foi sepultado no Cemitério da Consolação.